# Gymnothorax woodwardi
Gymnothorax woodwardi és una espècie de peix de la família dels murènids i de l'ordre dels anguil·liformes. Es troba a la franja costanera de l'oceà ínidc a l'estat d'Austràlia Occidental.